# Vutnesj-jåkka
De Vutnesj-jåkka (Samisch: Vutnušjohka) is een rivier, die stroomt in de Zweedse gemeente Kiruna. De rivier krijgt haar water van het meer Vutnesjmeer, dat door talloze bergbeken gevoed wordt. De Vutnesj-jåkka zorgt voor de afwatering van het meer en stroomt in zuidwestelijke richting. Ze is inclusief haar langste bronrivier 20,92 kilometer lang en mondt uit in de Råstrivier.
Afwatering: Vutnesj-jåkka → Råstrivier → Lainiorivier → Torne → Botnische Golf